# Barbus kamolondoensis
Barbus kamolondoensis är en fiskart som beskrevs av Poll, 1938. Barbus kamolondoensis ingår i släktet Barbus och familjen karpfiskar. IUCN kategoriserar arten globalt som livskraftig. Inga underarter finns listade.